# Scaphocalanus subcurtus
Scaphocalanus subcurtus är en kräftdjursart som beskrevs av Mungo Park 1970. Scaphocalanus subcurtus ingår i släktet Scaphocalanus och familjen Scolecitrichidae. Inga underarter finns listade i Catalogue of Life.